# ГЕС Nánjíluòhé
ГЕС Nánjíluòhé (南极洛河水电站) — гідроелектростанція на півдні Китаю у провінції Юньнань. Використовує ресурс із річки Nánjíluòhé, правої притоки однієї з найбільших річок Південно-Східної Азії Меконгу (басейн Південно-Китайського моря).
В межах проекту річку перекрили комбінованою греблею висотою 22 метри, яка включає бетонну частину довжиною 108 метрів та шириною по гребеню 4 метра, до якої праворуч прилягає кам'яно-накидна/земляна секція довжиною 35 метрів та шириною по гребеню 25 метрів. Ця споруда утримує невелике водосховище з об'ємом 133 тис. м3, в якому припустиме коливання рівня поверхні у операційному режимі між позначками 2910 та 2918 метрів НРМ.
Від греблі під правобережним масивом прокладений дериваційний тунель довжиною біля 5 км, який після вирівнювального резервуару баштового типу переходить у напірний водовід довжиною біля 1,5 км. На завершальному етапі водовід перетинає Nánjíluòhé та подає ресурс до спорудженого на її лівому березі наземного машинного залу. Основне обладнання станції становлять дві турбіни типу Пелтон потужністю по 43 МВт, які працюють при номінальному напорі у 1036 метрів.